# 模倣品

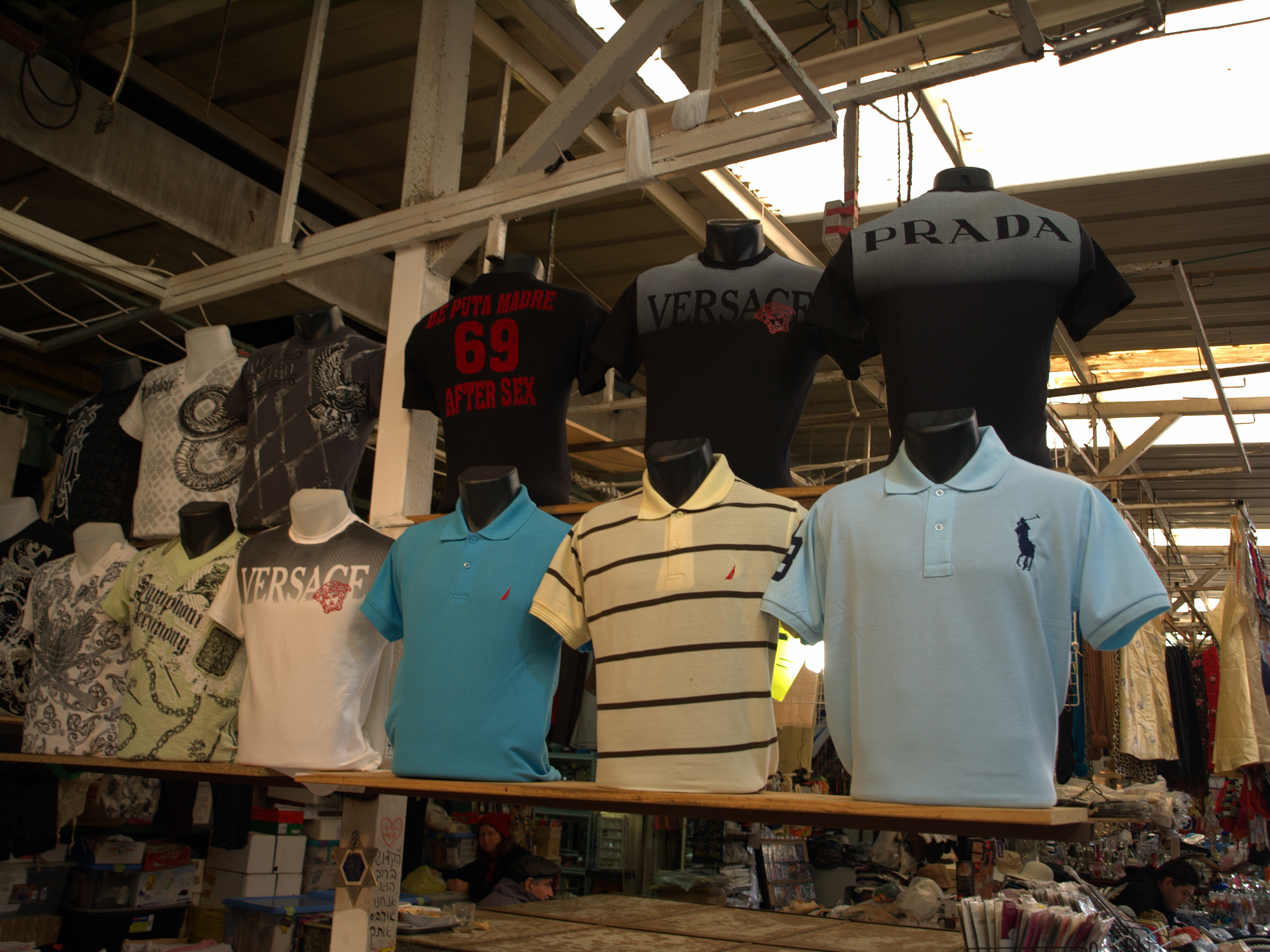
トルコの偽造デザイナー服。

Viiは、任天堂のゲーム機Wiiの中国系偽造品である。

模倣品（もほうひん）は、産業財産権、すなわち、特許権、実用新案権、意匠権、商標権を侵害する物品である。一方、知的財産権のうちでも、著作権や著作隣接権を侵害する物品は海賊版と呼ばれる。模造品とは異なる。

## 法令上の位置づけ
産業財産権制度は、権利の対象となるもの（発明や商標など）を権利者に独占的に実施または使用する権利を与える制度であり、その権利を侵害した場合には、刑事罰（日本の特許法の場合第196条）が科せられ、差止請求（同第100条）、損害賠償などの民事救済を求めることができる。
また、産業財産権を侵害した物品、すなわち模倣品は、輸入できないことが定められており、これに反して輸入が行われた場合には物品の没収などの措置が講じられる。例えば、国際的には、世界貿易機関（WTO）の知的所有権の貿易関連の側面に関する協定（TRIPS協定）が、知的財産権の侵害に対する権利行使について定めている。また、日本においては、関税法第69条の8第1項で輸入してはならない貨物（いわゆる輸入禁制品）として、「特許権、実用新案権、意匠権、商標権、著作権、著作隣接権、回路配置利用権又は育成者権を侵害する物品」が挙げられている。

## 模倣品の現況
模倣品や海賊版による被害の総額は全世界で年間約80兆円に上るとされる。日本企業が受けた模倣品・海賊版による被害はアジアに集中しており、中でも中国が約70%と突出している。
模倣品や海賊版は、新製品を製造・販売する企業の利益を損なうことはもちろん、犯罪組織の資金源となったり、食品や医薬品の場合には健康被害を引き起こすなどの深刻な被害を引き起こすことが指摘されている。

## 対策
日本では、2004年5月27日に知的財産戦略本部会合が決定した知的財産推進計画2004に基づき、同年7月27日に内閣に模倣品・海賊版対策関係省庁連絡会議が設置され、8月31日に一元的な相談窓口として経済産業省に政府模倣品・海賊版対策総合窓口が設けられている。
また、国際的には、日本政府の提唱により模倣品・海賊版拡散防止条約（ACTA）の締結が検討されている。